# Iglesia de San Ruperto

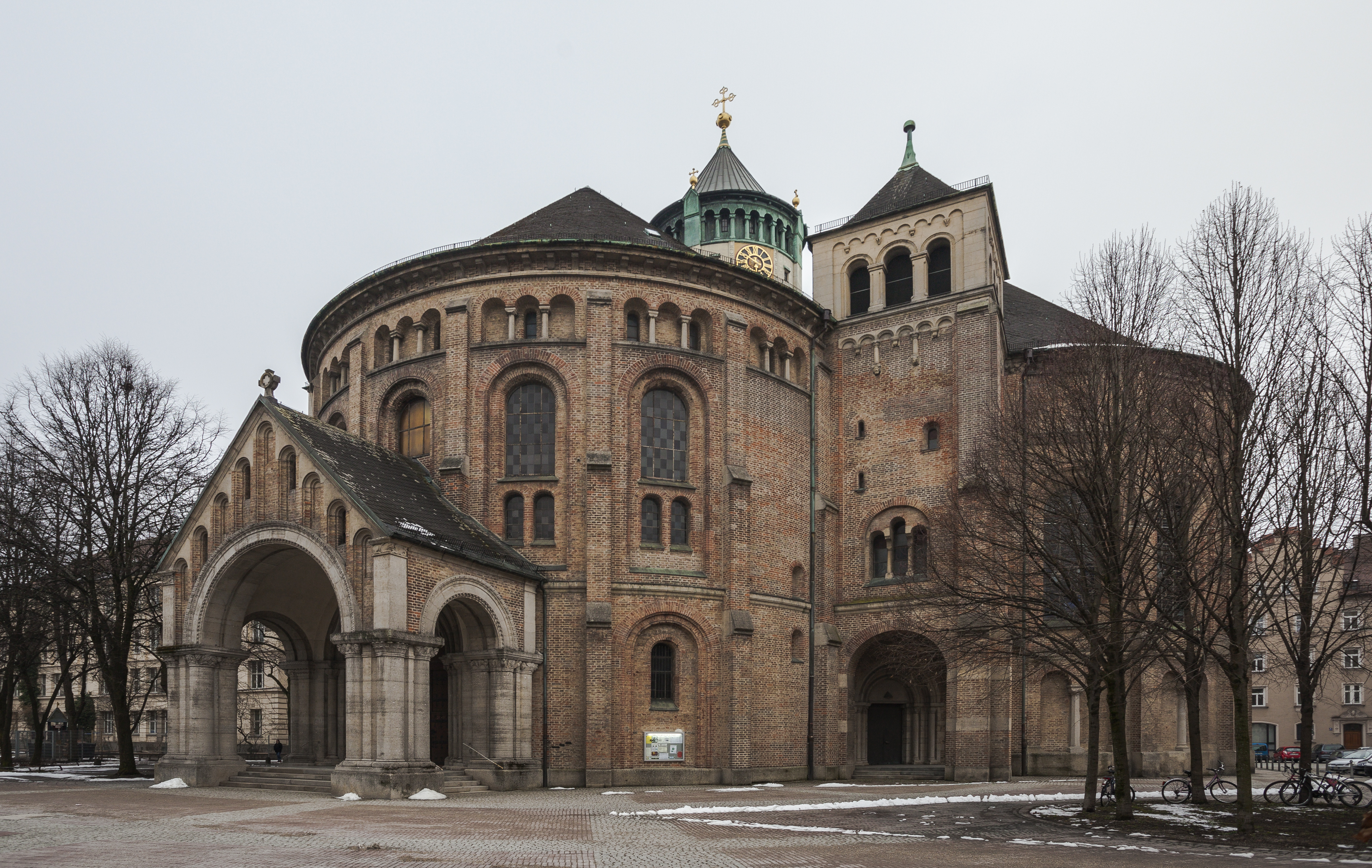
Iglesia de San Ruperto.

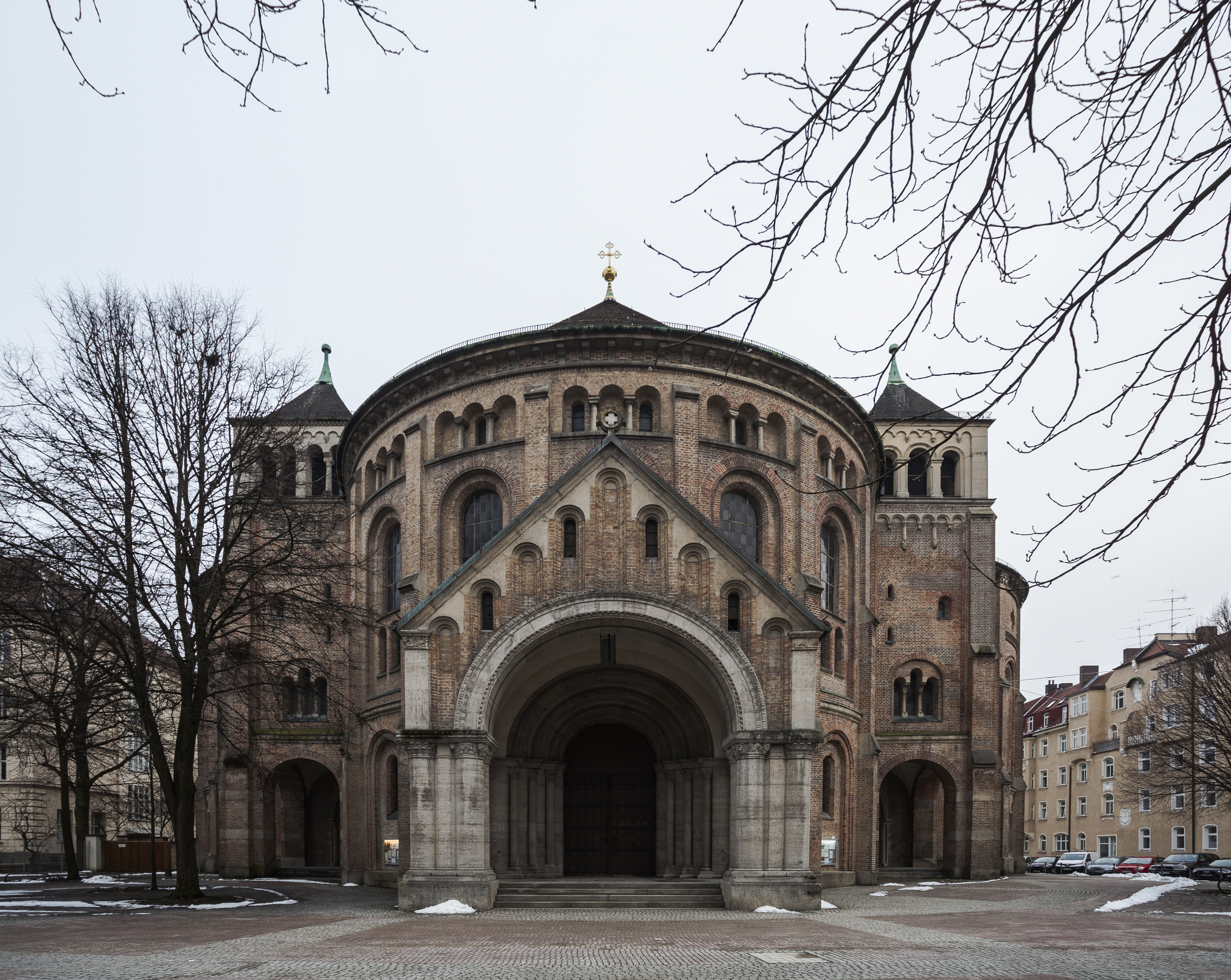
Portal de la iglesia.

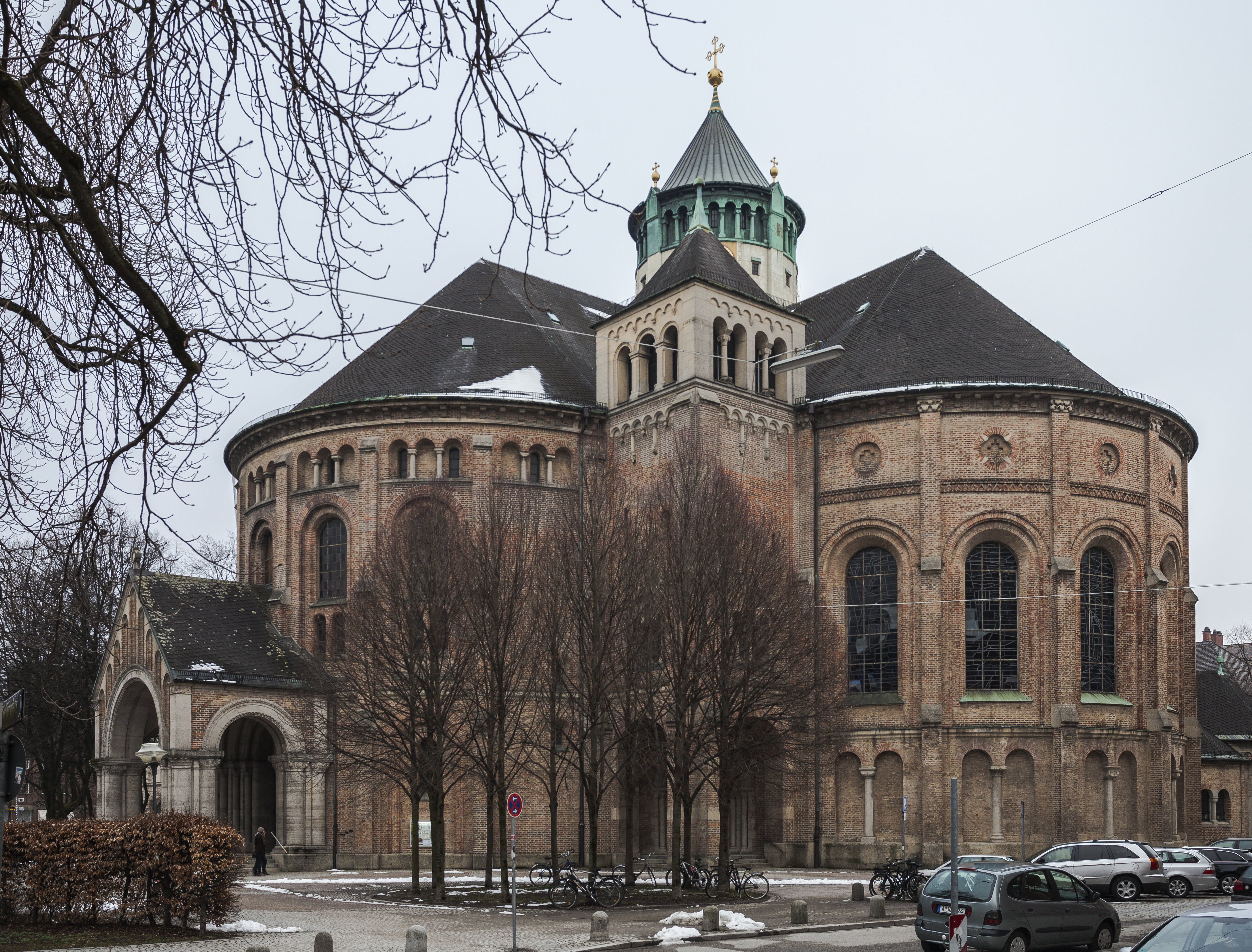
Vista lateral.

San Ruperto es una iglesia parroquial católica situada en el distrito Schwanthalerhöhe de Múnich. Es la sede de la Asociación de la Parroquia de Múnich-Westend. 

## Historia y arquitectura
La iglesia neorrománica fue construida entre 1901 y 1903 según el diseño del arquitecto de Múnich Gabriel von Seidl, se bendijo el 23 de octubre de 1903 y se consagró en 1908. En la planta consta de un edificio central de una cruz griega con una torre de cruce redonda en forma de linterna. Los cuatro brazos cruzados se cierran con conos. El brazo norte particularmente elaborado con la señal del portal está flanqueado por dos torres de esquina bajas. 
La renovación exterior de la iglesia se completó a fines de 2017 y costó alrededor de tres millones de euros. A finales de 2018, el Ordinariado del Arzobispo retiró su compromiso con la renovación interior, que se estimó en alrededor de diez millones de euros.  

## Características
En el interior impresionan las 19 grandes ventanas de vidrio de plomo que se crearon alrededor de 1965 como parte de una profunda modernización del interior por parte de Georg Schönberger. La pintura original fue blanqueada en 1935. 

## Órganos
El órgano fue construido en 1905 por Franz Borgias Maerz como op. 497 con 28 registros en dos manuales y pedal. Las partes grandes probablemente provienen del órgano Maerz Op. 206 de 1887 para la sala de conciertos del Odeón real. Este tenía 25 paradas en dos manuales y fue reemplazado en 1905 por un órgano Walcker Orgelbau con IV/62. El órgano de la iglesia de San Ruperto fue reconstruido por Magnus Schmid en 1933 y ampliado a 37 registros. El instrumento de carga de cono hoy tiene 38 registros en dos manuales y pedal. Las fracturas de juego y registro son neumáticas. Una característica especial es el registro Vox humana en el mecanismo de expansión, que se encuentra en una caja de expansión independiente. 
| I Obras principales C - f 3 |                    |        |
| Primero                     | Director           | 16 ′   |
| 2.º                         | Bourdon            | 16 ′   |
| 3.º                         | Director           | 8 ′    |
| 4.º                         | Gamba              | 8 ′    |
| 5)                          | Tibia              | 8 ′    |
| 6)                          | Cubierto           | 8 ′    |
| 7)                          | Salicional         | 8 ′    |
| 8)                          | Octav              | 4 ′    |
| 9)                          | Flauta transversal | 4 ′    |
| 10                          | Octav              | 2 ′    |
| 11)                         | Cornett III        | 2 ⁄3 ′ |
| Duodécimo                   | Mezcla IV          | 2 ⁄3 ′ |
| 13)                         | Trompeta           | 8 ′    |

| II Oleaje C - f 3 (f 4 ) |                     |        |
| 14)                      | Tubo cubierto       | 16 ′   |
| 15)                      | Director de violín  | 8 ′    |
| 16)                      | Dolce               | 8 ′    |
| 17                       | Aeoline             | 8 ′    |
| 18.º                     | Vox coelestis       | 8 ′    |
| Decimonoveno             | Flauta              | 8 ′    |
| Vigésimo                 | Encantador cubierto | 8 ′    |
| 21)                      | Bocina de noche     | 8 ′    |
| 22)                      | Fugara              | 4 ′    |
| 23)                      | Dolcissimo          | 4 ′    |
| 24                       | Flauta de caña      | 4 ′    |
| 25                       | Flauta de Bach      | 2 ′    |
| 26)                      | Sesquialter II      | 2 ⁄3 ′ |
| 27)                      | Echomixture III     | 2 °    |
| 28                       | Trompeta            | 8 ′    |
| 29)                      | Oboe                | 8 ′    |
| 30                       | Clarinete           | 8 ′    |
| 31                       | Vox humana          | 8 ′    |
|                          | Trémolo             |        |

| Mecanismo de pedal C - d 1 |               |          |
| 32)                        | Director Bajo | 16 ′     |
| 33)                        | Violín        | 16 ′     |
| 34)                        | Subbajo       | 16 ′     |
| 35)                        | Quintbass     | 10 2⁄3 ′ |
| 36)                        | Octavbass     | 8 ′      |
| 37)                        | Violonchelo   | 8 ′      |
| 38)                        | Trombón       | 16 ′     |

- Acoplamiento: II / I (también como acoplamiento de super- y suboctava), II / II (acoplamiento de sub- y superoctava), I / P, II / P (también como acoplamiento de superoctava)
- Ayudas de juego: combinaciones fijas (pp, p, mf, f, tutti); una combinación libre, crescendo de registro

También hay un órgano Maerz más pequeño con 6 registros de 1907. Proviene de la iglesia de San Leonardo en Greimharting y fue fundada por la Asociación Romantische Orgelmusik München St. Rupert e.V. transferido y restaurado.